# Jan Dismas Zelenka
Jan Dismas Zelenka (født 16. oktober 1679 – død 22. december 1745) var en tjekkisk komponist. Han har skrevet koncerter samt nogle triosonater, men hovedparten af hans produktion er kirkemusik, heriblandt 21 messer. Han var bedst kendt for sine musikalske udfoldelser ved flere hoffer rundt om i Europa.